# Quévy
Quévy (en picard Kévi) és un municipi belga de la província d'Hainaut a la regió valona. Està compost per les viles d'Asquillies, Aulnois, Blaregnies, Bougnies, Genly, Goegnies-Chaussée, Quévy-le-Grand, Quévy-le-Petit, Givry i Havay. L'1 de gener del 2024 tenia 8.162 habitants.